# Marina Marcovich
Marina Marcovich (* 1952) ist eine Wiener Kinderärztin.

## Leben
Marina Marcovich schloss ihr Medizinstudium 1976 mit der Promotion ab. Es folgte die Ausbildung zur Kinderärztin bei Alfred Rosenkranz. Ab 1981 war sie Vorstandsmitglied der Österreichischen Gesellschaft für Prä- und Perinatale Medizin, und 1984 begann sie am Mautner Markhof’schen Kinderspital eine neonatologische Intensivstation aufzubauen. Ihr Konzept der „sanften Neonatologie“ stellte sie 1992 anlässlich Rosenkranz’ Emeritierung vor; es stieß auf Ablehnung in den Fachkreisen. Dieses Konzept beinhaltete den möglichst weit gehenden Verzicht auf Maschinenmedizin, um mehr Ruhe für die Frühgeborenen zu gewährleisten, sowie verstärkten Kontakt der Eltern zu ihren Kindern.
1993 wurde ihr die Schuld am Tod neugeborener Vierlinge gegeben, 1994 ein Strafverfahren wegen fahrlässiger Tötung von 16 Neugeborenen eingeleitet. Der Gutachter Frank Pohlandt aus Ulm lastete der Ärztin sämtliche Todesfälle des zweiten Halbjahres 1993 an. Ein zweites Gutachten von Otwin Linderkamp aus Heidelberg kam dagegen zu dem Ergebnis, dass Marina Marcovich kein einziger Todesfall anzulasten sei, und dass die Sterblichkeit der von ihr behandelten Frühgeborenen im Vergleich zu anderen Kinderkliniken relativ niedrig gewesen sei. Dennoch wurde sie an die Kinderabteilung des Wilhelminenspitals in Wien versetzt.
Von den 16 verstorbenen Kindern hatte Marcovich zehn überhaupt nicht gekannt, so dass das Verfahren schnell eingestellt werden konnte. Sechs Fälle, in denen sie an der Behandlung beteiligt gewesen war, wurden weiter untersucht.
1996 erfolgte eine anonyme Anzeige gegen Marcovich, in der ihr die Tötung von weiteren 17 frühgeborenen Kindern angelastet wurde. Die beiden Verfahren wurden 1996 und 1997 ohne Anklageerhebung eingestellt. Damit galt Marina Marcovich als rehabilitiert. Allerdings kehrte sie nicht wieder an das Mautner Markhof’sche Kinderspital, das 1998 geschlossen wurde, oder an eine andere neonatologische Krankenhausabteilung zurück, sondern arbeitet seitdem als niedergelassene Kinderärztin in Wien.
Als Marina Marcovich 1992 ihr Behandlungskonzept Frühgeborener vorstellte, wurden die meisten Frühgeborenen mit Geburtsgewichten <1500 g gleich nach der Geburt intubiert und maschinell beatmet. Eine dänische Studie, die zu dem Ergebnis kam, dass zurückhaltende Anwendung von Beatmung die Prognose Frühgeborener wesentlich verbessert, erschien erst im folgenden Jahr. Während Marcovich und ihr Team nur 20 % der Frühgeborenen <1500 g Geburtsgewicht maschinell beatmeten, waren es in der dänischen Studie 35 %.
Marina Marcovich wurde frühzeitig durch Print-, Fernseh- und Rundfunkmedien bekannt und unterstützt. 1994 erschienen Artikel über das Behandlungskonzept von Marcovich im Spiegel („Kampf der Mechaniker“) und in der Zeit („Das medizinische Establishment wütet gegen eine Ärztin, die nur im Notfall Maschinen einsetzt: Sanfter Weg für Frühgeborene“).
Zwei Arbeitsgruppen setzten sich wissenschaftlich mit dem Behandlungskonzept von Marina Marcovich auseinander. Die Arbeitsgruppe von Otwin Linderkamp führte 1993 das Behandlungskonzept von Marcovich in der Neonatologie der Universitäts-Kinderklinik Heidelberg ein. Im Vergleich zum Vorjahr nahm der Anteil der beatmeten Kinder um 33 %, die Sterblichkeit um 40 % und die Häufigkeit von Hirnblutungen um über 50 % ab. Beate Marina Huter verglich für ihre Magisterarbeit 12 von Marcovich behandelte Frühgeborene mit 14 in anderen Kinderkliniken konventionell (überwiegend technisch) versorgten Frühgeborenen im Alter von 6–13 Jahren. Während in der Marcovich-Gruppe 90 % der Kinder sicher gebunden waren, traf dies in der Kontrollgruppe nur für 73 % zu. Emotionale Offenheit, soziale Kompetenz und psychische Gesundheit waren in der Marcovich-Gruppe signifikant besser.
Zwei Autoren beurteilten die Marcovich-Methode auf der Basis ihrer Forschung. Der Psychoanalytiker W. Ernest Freud, ein Enkel von Sigmund Freud und enger Mitarbeiter von Anna Freud, hat sich frühzeitig mit den Folgen der Trennung Frühgeborener von ihren Müttern beschäftigt. Er kam zu dem Schluss, dass sich die Entwicklung des Gehirns Frühgeborener und die Mutter-Kind-Bindung durch die „Marcovich-Methode“ wesentlich verbessern. Der Humanethologe Prof. Dr. Wulf Schiefenhövel analysierte das Behandlungskonzept von Marcovich im Kontext seiner ethnomedizinischen Mutter-Kind-Forschungen und kam ebenfalls zu dem Ergebnis, dass diese Methode die Entwicklung Frühgeborener fördert.
Seit der Jahrtausendwende ist die Behandlung Frühgeborener nach der Methode von Marina Marcovich in vielen Kinderkliniken selbstverständliche Routine geworden, auch in Kliniken, die ihr Konzept wenige Jahre zuvor bekämpft haben.
2016 wurde Marina Marcovich zur Präsidentin elect der Gesellschaft für Philosophie und Medizin gewählt.

## Werke
- A. Klaube, M. Marcovich: Sanfte Frühgeborenenpflege aus alternativer Sicht. In: Kind Ernährung Umwelt. 2, 1993, S. 12–17.
- M. Marcovich: Vom sanften Umgang mit Frühgeborenen. Neue Wege in der Neonatologie. In: International Journal of Prenatal and Perinatal Psychology and Medicine. 7, 1995, S. 57–71.
- M. Marcovich: Frühes Vertrauen. In: Deutsche Hebammen Zeitschrift. 1, 2003, S. 6–8.
- M. Marcovich, T. M. de Jong: Zu klein zum Leben? Geborgenheit und Liebe von Anfang an. Die Methode Marcovich. Kösel, 2008, ISBN 978-3-466-34520-5. (vorher: Frühgeborene – zu klein zum Leben? Die Methode Marina Marcovich.)